# Åke Rålamb

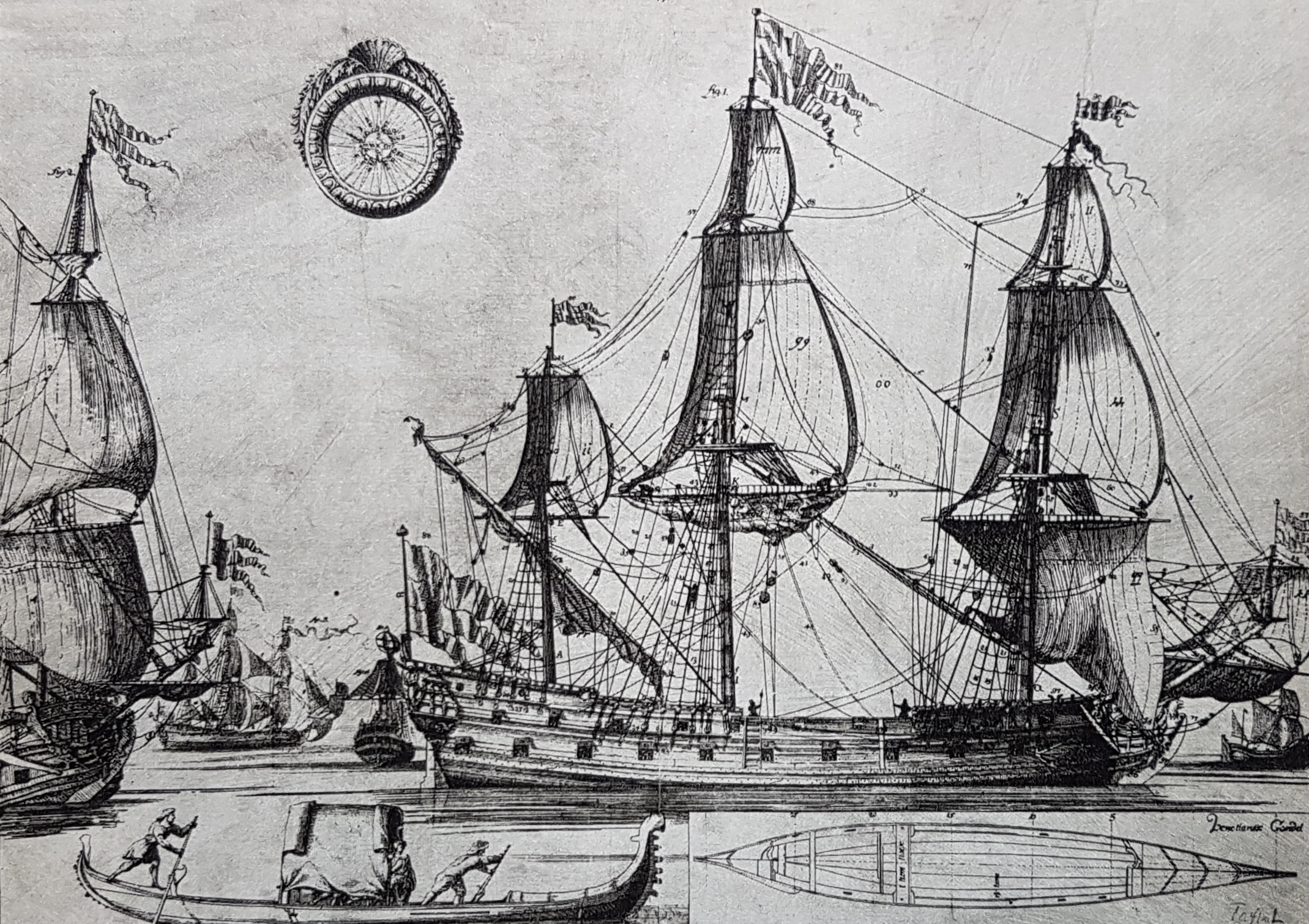
Skeps Byggerij

Åke Claesson Rålamb, född 1 april 1651 på Länna gård i Uppland, död 25 september 1718 i Stockholm, var en svensk friherre, officer och encyklopediförfattare.

## Biografi
Åke Rålamb, som var son till Claes Rålamb och Anna Stålarm, tjänstgjorde vid Livgardet, där han 1711 blev överste. Han är författare till en encyklopedi, med titeln Adelig Öfning, av vilken sex strödda delar kom ut 1690–1694, omfattande aritmetik, lantmäteri, snabbskrivningskonst, fortifikation, skeppsbyggnad, ekonomi, hushåll med mera, försedda med graverade kopparstick utförda av författaren. Ett utdrag, som omfattar ränteberäkning med mera, blev under titeln En liten handbok af adelig öfning en folkbok och utkom i en mängd upplagor ända in på 1800-talet.
Hans Deduction huru stora landttogs gärden olagligen gått ifrån kronan utgavs tillsammans med en skrift av Edvard Ehrenstéen 1709. Han har även uppgivits vara författare till en handskriven skrift Vederläggning emot presterskapets i Stockholm predikan om skattepenningen 1693, som blev föremål för förbud. Flera samlingar av kungliga brev och förordningar rörande olika ämnen, utdragna av honom, finns i handskrift i Rålambska samlingen i Kungliga biblioteket. En av Rålamb upprättad "Samblebook" över lagar, författningar med mera (19 volymer folio och 7 volymer "klav") inköptes 1698 av svenska staten för 6 000 daler silvermynt och förvaras i Riksarkivet.